# Henry Evelyn Bliss
Henry Evelyn Bliss (28. ledna 1870, New York – 9. října 1955, Plainfield) byl americký knihovník. Proslavil se zejména svým systémem bibliografického třídění. Vydal několik knih o teorii a praxi bibliografického třídění a také sbírku básní. Byl to velmi všestranný a pracovitý člověk, který významně přispěl americkému i světovému knihovnictví. Opravdového uznání za jeho činnost se mu ovšem dostalo až na sklonku života. Dnes je považován za jednu z předních osobností v tomto oboru.

## Život

### Rodina
Henry Evelyn Bliss se narodil v rodině přistěhovalců z koloniální éry, která se usadila na východním pobřeží Severní Ameriky. Jeho rodiče byli Henry Hale Bliss a Evelyn Matilda Livingston rozená Davis. Jeho otec se živil jako realitní makléř. Oba jeho rodiče byli již jednou ženatí. Jeho otec byl z prvního manželství vdovec. Blissova matka měla z předchozího manželství dceru, Bliss měl tedy starší nevlastní sestru jménem Florence. První roky svého života strávil v místě svého narození v New Yorku, později se přestěhoval na matčinu usedlost ve státě New Jersey.

### Vzdělání
Až do jedenácti let byl H. E. Bliss vzděláván doma svou matkou. Jeho matka ho učila veškeré potřebné dovednosti jako čtení a psaní, ale také ho vzdělávala nábožensky a dokonce ho učila i zpěvu. Další předměty (francouzštinu, latinu, aritmetiku a mluvnici) ho učily najaté vychovatelky. V roce 1883, kdy se jeho rodina vrátila zpět do New Yorku začal navštěvovat základní školu, kterou později vyměnil za jinou a na té studoval až do roku 1885. Poté se zapsal na College of the City of New York. Studium na této škole zahrnovalo matematiku, vědy, logiku, jazyky i filozofii. H. E. Bliss byl na škole ale nespokojený a studium nezakončil maturitní zkouškou, nýbrž ji roku 1888 opustil. Poté se na naléhání svého otce, který nesouhlasil s jeho životním směřováním, zkoušel uchytit v podnikání a také jako učitel. Vystřídal zaměstnání v několika různých Newyorských firmách jako písař. V roce 1892 mu ale CCNY nabídla, aby se na školu vrátil a pracoval zde jako asistent knihovníka. Ohledně roku odchodu z univerzity a jeho návratu jako zaměstnance se zdroje zcela neshodují. Někde je uváděno, že z univerzity odešel v roce 1889 a stejně tak rok nástupu do zaměstnání na univerzitě je v některých zdrojích uveden 1891. Na základě průzkumu všech dostupných zdrojů se přikláním k datům 1888 a 1892. Jeho jediným odborným vzděláním na poli knihovnictví byl letní kurz třídění. Ale právě v tomto zaměstnání objevil svou pravou životní vášeň. Při své práci v knihovně se setkal s mnoha lidmi, kteří se později stali slavnými. Již v této době začal přemýšlet nad novou formou bibliografické klasifikace, protože mu stávající klasifikace připadala nevhodná. Dokonce na toto téma diskutoval i s Charlesem A. Cutterem.

### Osobní život
Henry Evelyn Bliss se 1. července roku 1901 oženil. Jeho chotí se stala učitelka Ellen de Koster z New Yorku narozená 24. září 1876. Jejím otcem byl Nizozemec John de Koster pocházející z Rotterdamu a matka byla Američanka Ellen Lynch narozená v New Yorku. Ellen de Koster celý život učila na Newyorské Hunter College. Jejich, údajně velmi šťastné, manželství trvalo 42 let až do Elleniny nečekané smrti v roce 1943 způsobené rakovinou. Zemřela tedy o 15 let dříve než její milovaný manžel, pro kterého to byla velká rána. Během svého manželství ale stačil zplodit několik potomků. Jeho nejstarší dcera Enid (datum narození neznámé) tragicky zemřela v roce 1918. Henry Evelyn Bliss měl ale se svojí ženou další tři děti, jednu dceru a dva syny. Jeho druhorozená dcera se jmenovala Margaret Bliss později provdaná Treat, narodila se v roce 1906, provdala se za Wolcotta Treata a zemřela roku 1997 v Pasadeně v Kalifornii. Měla dvě děti, dceru a syna a později se se svým manželem rozvedla. Dalším potomkem byl syn John Hale Bliss narozen roku 1908 a oženil se s Kathryn Eagleton, datum úmrtí není známo. Pracoval ve stavebním průmyslu a měl dvě dcery. Posledním potomkem byl jeho druhorozený syn Conrad de Koster Bliss, který se narodil v roce 1911 a vzal si s Odette Russell a zemřel v roce 1963 v Texasu. Byl chemikem v oboru metalurgie a inženýrem ve výrobě a podle dostupných informací byl bezdětný.
Život Henryho Blisse nebyl jednoduchý, postihlo ho mnoho ztrát a těžkých životních situací. První těžkou ztrátou byla již zmíněná smrt jeho prvorozené dcery Enid v roce 1918. Bliss byl také nešťastný z bezútěšné situace svých rodičů a sestry. Jeho rodiče udržovali styky s vlivnými lidmi ve vysokých kruzích New Yorku. Celý život se snažili vybudovat si postavení a toto snažení nakonec vedlo ke zcela opačnému konci. Jeho matka tragicky zemřela na otravu a z jeho otce se stal zlomený muž se sklonem k alkoholismu. Ani jeho nevlastní sestra neskončila dobře. Vedla poměrně rozporuplný život, který vyústil v obvinění z vraždy. Byla souzena a nakonec osvobozena, ale i přesto dál vedla nepříliš příkladný život. A nejenom rodinné ztráty provázely Blissův život. Ve stejný rok, kdy přišel o dceru začal také pomalu ztrácet sluch. Poslední velkou ztrátou byla smrt jeho ženy.
I přes tato životní úskalí byl Henry Evelyn Bliss odhodlaný člověk plný entuziasmu, který se dokázal vypořádat se vším, co mu život přinesl. Terapií pro něj byla práce, a proto čím víc svízelných životních situací musel řešit, tím víc se ponořoval do práce na svém životním díle.
Kromě práce se však Bliss věnoval i sportu a dalším koníčkům. Jako dospívající chlapec jezdil na plachetnici, hrál baseball za baseballový tým z Harlemu a také hrál velmi dobře tenis. Tenisu se aktivně věnoval až do čtyřiceti. Mimo jiné byl i tajemníkem a pokladníkem turistického klubu a věnoval se zpěvu. Měl tak dobrý baryton, že dokonce uvažoval o pěvecké kariéře. I přesto, že se tak nestalo, mnoho let byl sólovým pěvcem v kostelním sboru, až do chvíle než nastoupila jeho hluchota. Také měl rád fyzickou práci, která mu pomáhala zklidnit mysl. Byl překvapivě zručný a s oblibou se věnoval výrobě skříní.

### Kariéra
Již v počátcích své kariéry v College library Bliss usoudil, že doposud používaná klasifikace je nevhodná a dobře neslouží svému účelu. Začal se zajímat o možnosti jejího vylepšení. Deweyho desetinné třídění ho nenadchlo a uvažoval o vylepšení expanzivní klasifikace Charlese Ammi Cuttera. Své snahy ale později vzdal a začal se naplno věnovat tvorbě vlastního klasifikačního systému.
V College library byl nejprve zaměstnán na postu asistenta knihovníka. Hlavní náplní jeho práce byla referenční činnost. Bliss se ale nad rámec své práce věnoval snaze o vylepšení knihovny. Vztahy s kolegy nebyly příliš dobré, zejména proto, že se jeho snaha o vylepšení setkávala jen s velmi malou pomocí a podporou. Dalším důvodem byla možná i Blissova povaha. Byl velice přímočarý a kritický, někdy až arogantní. Bliss zastával post zástupce knihovníka až do roku 1915, kdy došlo ke změnám. Hlavní knihovník odešel do důchodu a Bliss se stal zástupcem knihovníka. V roce 1917 zažádal o místo hlavního knihovníka. College library však přijala Dr. Goodriche z Michiganské univerzity. Ten na tomto místě setrval po mnoho let. Dokázal s Blissem najít společnou řeč a nakonec se stali velmi blízkými přáteli.
Své záměry ohledně vytvoření nového klasifikačního systému Bliss poprvé zveřejnil v roce 1910 v odborném časopise Library Quaterly. Jelikož na své klasifikaci pracoval téměř od počátku své knihovnické kariéry, hrubý základ jeho klasifikace byl zkušebně aplikován ještě před zveřejněním, a to v roce 1902 v College library. V roce 1921 mu bylo umožněno pracovat na svém projektu. Dostal tři roky placeného volna a během těchto let vytvořil základ pro své dvě knihy. Po návratu do praxe v roce 1924 byl jmenován vedoucím knihoven při katedrách a začal pracovat na jejich sjednocení. O čtyři roky později povýšil na pozici přidruženého knihovníka a na té setrval až do odchodu do důchodu.
Blissovu první knihu pod názvem The Organization of knowledge and the system of the sciences publikovala v roce 1929 společnost Henry Bolt & Co. z New Yorku. Druhá kniha The Organization of knowledge in libraries and the subject approach to books byla publikována v roce 1933. Tentokrát jí ale vydala společnost H. W. Wilsona, která poté publikovala i všechna další vydání a pomohla Blissovi získat světový věhlas. Díky tomu brzy získal celosvětovou reputaci jako pokrokový muž, který se nebojí vydat se novou cestou. To, že byl všestranný muž, dokazuje také jeho sbírka básní Better late than never, kterou vydal v roce 1937.
Roku 1940, po téměř 50 letech práce v knihovně, se Henry Evelyn Bliss rozhodl odejít do důchodu. Nehodlal však odpočívat, naopak chtěl konečně dokončit svůj klasifikační systém. Tentýž rok vydal první díl Bibliografické klasifikace a po sedmi letech vydal díl druhý. I přesto, že jeho klasifikační systém nebyl ještě zcela dopracovaný, mnoho Britských knihoven ho začalo používat. Kromě knihoven Velké Británie to byla i Australská národní knihovna a Univerzitní knihovna v novozélandském Otagu. V roce 1953 vydal 3. a také 4. závěrečný díl své klasifikace. Spolu s nimi vyšlo i druhé vydání 1. a 2. dílu, které bylo vydáno jako jeden svazek.

### Poslední roky života a smrt
Po odchodu do důchodu nejdříve žil u své dcery v Kalifornském městě Pasadena. Poté se v roce 1947 odstěhoval zpět do New Yorku, kde strávil několik měsíců. V polovině roku 1947 se odstěhoval Floridu, kde žil téměř 5 let. Nejdříve bydlel v Orlandu posléze ve Winter Park. Od roku 1952 až do své smrti bydlel v Plainfieldu v New Jersey, nedaleko od svého syna Johna. V důchodu se začal věnovat novému koníčku. Zajímal o svůj rodokmen a pátral v rodinné historii. Dokonce napsal knihu o historii své rodiny. Kniha nebyla nikdy oficiálně publikována, ale rukopis uchovává Veřejná knihovna v New Yorku. Až do svých osmdesáti let se také stále věnoval turistice. Dopisoval si s mnoha lidmi, hlavně s odborníky z oblasti knihovnictví.
Na sklonku života se mu dostalo nesmírné pocty. Byl pozván do Kongresové knihovny a také do Rutgersovy univerzitní knihovnické školy, kde byl požádán, aby v dalším akademickém roce vedl seminář o klasifikaci. Po krátké indispozici v roce 1955 dne 9. října odpoledne zemřel ve spánku.